# Рабинович, Бентон Сеймур
Бентон Сеймур Рабинович (англ. Benton Seymour Rabinovitch; 19 февраля 1919 — 2 августа 2014) — канадский физхимик. Член Американской академии искусств и наук (1979), член Лондонского Королевского общества (1987). Автор работ по химической кинетике и молекулярной динамике.

## Биография
Сеймур Рабинович родился 19 февраля 1919 года в Монреале в семье Сэмюэля Рабиновича, эмигранта из Бессарабии, и Рошель (урожденной Шактер), приехавшей в Канаду подростком из Ботошани. Его семья какое-то время владела бизнесом по продаже недвижимости, но в период Великой Депрессии потеряла его.
Заинтересовался химией в средней школы благодаря учителю химии мистеру Эйкену. Продолжил обучение в Высшей школе Страткона в Эдмонтоне, в ней овладел свободным французским языком. В юношестве увлекался поэзией и шахматами.
В 1936 году поступает в Университет Макгилла на химический факультет, а в 1939 году получает степень бакалавра химии с отличием. С началом Второй мировой войны ученый присоединяется к химической военной лаборатории в Оттаве, где пишет докторскую диссертацию «Исследования в области химической кинетики (научные исследования) и обнаружения везикантов (военные исследования)» (1942). После войны Рабинович в Вашингтоне работает в Национальной химической группе США по военным исследованиям, затем в Гарвардском университете под руководством профессора Джорджа Кистяковского и далее переезжает в город Сиэтл на северо-западе США для проведения исследований и преподавания в Вашингтонском университете, где остается на протяжении всей своей академической карьеры. Занимал должность редактора журнала и председателя отдела физической химии Американского химического общества.

## Научные исследования
Основные направления исследований Рабиновича: кинетика мономолекулярных реакций, межмолекулярный перенос энергии, внутримолекулярная релаксация энергии и перенос энергии при столкновении молекул с твердыми поверхностями.
Мономолекулярные реакции ученый изучал на примере цис-транс-изомеризации транс-дидейтероэтилена. Он доказал, что это гомогенная мономолекулярная реакция, и определил предел истинной энергии активации при высоком давлении ({\displaystyle E_{act}}) 65 ккал/моль и коэффициентом частоты действия (ν) 1013 1/c, эти значения согласуются с расчетами с использованием квантовой механики, теории переходного состояния и статистической механики.
На примере других реакций Рабинович обнаружил, что поляризуемость, дипольный момент, способность к водородной связи молекулы M и число переходных уровней комплекса A — M (которое растет с числом атомов) увеличивают эффективность активации-дезактивации в мономолекулярных реакциях, состоящих из следующих элементарных актов:
{\displaystyle {\ce {A^*+M -> A +M}}} (снятие возбуждения) 
где M может быть другой молекулой A, любым газом или твердой поверхностью.
Ученый предложил подход «химической активации»: возбужденная молекула A* образуется не в результате столкновения с M, а в результате экзотермической реакции ассоциации, которая одновременно образует и возбуждает A и энергия передается очень локально в определенную химическую связь.
На примере реакции присоединения бирадикала CD2 к двойной связи C=C в гексафторвинилциклопропане Рабинович показал, что дополнительная колебательная энергия сначала статистически перераспределяется по всей молекуле (за время менее чем 1010 с), прежде чем происходит реакция разложения. При увеличении давления исходный неслучайно возбужденный реагент даже после случайного распределения внутренней энергии может быть погашен столкновениями. С помощью моделирования многоступенчатого кинетического конкурирования были найдены константы скорости для случайного распределения внутренней энергии и неслучайного образования продукта примерно 1,1×1012 1/с и 3,5×1011 1/с соответственно — это было первое исследование такого рода. Ученый вывел, что единственная независимая от времени средняя постоянная релаксации τ характеризует время релаксации внутренней избыточной энергии первоначально возбуждененного колебательного подмножества (фрагмента) радикала
Исследования Рабиновича подтвердили теорию Райса — Рамспергера — Касселя — Маркуса (РРКМ) и границы ее применимости. Ученый разработал несколько широко используемых математических сокращений для применения этой теории, чтобы делать важные прогнозы относительно кинетики реакций, химической динамики и других аспектов физической химии.
Ученый был одним из первых, кто изучал «метод переменного столкновения» — релаксации исходного колебательно-замороженного ансамбля молекул в колебательно-возбужденное распределение посредством известного и переменного числа последовательных столкновений[11], на основе работы был сделан вывод, что молекулы при низких температурах осаждаются на поверхности с последующей десорбцией, и что они устанавливают больцмановскую заселенность уровней энергии, соответствующую температуре поверхности.

## Педагогическая деятельность
Рабинович дружил со всеми своими аспирантам, которых насчитывалось 41 в течение его карьеры, устраивал для них вечеринки и большие праздничные летние встречи в Сиэтле. Также ученый помог создать помещение для аспирантов в Бэгли-холле, химическом корпусе Вашингтонского университета. Комната Рэба, так называли это помещение, была задумана как место для прохладительных напитков, обмена идеями и развития дружеских отношений между аспирантами.

## Награды и членства
- Член Американской академии искусств и наук (1979)
- Премия Питера Дебая от Американского химического общества (1983)
- Медаль Поланьи (1984)
- Член Лондонского Королевского общества (1987)
- Член Серебряного общества
- Награда Национального зала славы металлургов
- Звание Honorary Liveryman в Worshipful Company of Goldsmiths

## Личная жизнь
В 1949 женился на Мэрилин Верби. У них было четыре ребенка: Питер (впоследствии профессор патологии Вашингтонского университета), Рут (специалист по инфекционным заболеваниям), Джудит (профессор японского языка и культуры Карасима в Университете Монтаны) и Фрэнк. В 1974 году Мэрилин умерла от рака. В 1980 году Сеймур женился на Флоре Рейтман. В этом браке есть приемные дети Ховард и Эллен Рейтман.

## Увлечения, хобби
Рабинович коллекционировал старинные приборы для разрезания рыбы и тортов, сделанные из серебра. Также заказывал изготовление таких приборов у современных мастеров. Сеймур подарил музею Виктории и Альберта (Лондон) всю коллекцию, которая насчитывала более 100 экземпляров. Является автором трех книг о серебряных сервизах: «Старинные серебряные сервизы для обеденного стола», «Современное серебро», в соавторстве с Хелен Клиффорд, и «Современное серебро, часть II: последние заказы».
Ученый написал детский сборник рассказов под названием «Хиггледи Пиггледи: история четырех поросят», основанный на оригинальной сказке, которую он рассказывал своим детям, когда они были маленькими.